# Vnislav
Vnislav est le 4e des sept princes mythiques de Bohême qui auraient régné entre le fondateur également mythique de la dynastie des Přemyslides, Přemysl le laboureur  et son épouse Libuše et le premier des princes historiques Bořivoj Ier de Bohême.

## Contexte
Les noms des princes apparaissent pour la première fois dans la  Chronica Boemorum de Cosmas de Prague et sont repris dans la plupart des ouvrages historiques jusqu'au XIXe siècle dont celui de  František Palacký  L'Histoire du peuple tchèque en Bohême et Moravie. Selon la tradition il est le fils de Vojen et le père de Křesomysl.
Une théorie avance que ces sept princes sont représentés sur les fresques des murs de la Rotonde de Znojmo, en Moravie, mais Anežka Merhautová oppose que les fresques dépeignent tous les membres la dynastie Přemyslide y compris les membres des lignées cadettes des princes de Moravie.

## Origine du nom
Le nom de Vnislav est typiquement Slavonique avec sa terminaison en slav (comme  Wenceslas, Vladislav, Vítězslav etc.) mais sa première syllabe peut être expliquée de plusieurs façons. Záviš Kalandra estime que les noms des sept princes sont des formes cryptées des anciens noms en slavon des jours de la semaine - Vnislav étant le quatrième - Mercredi, en Latin dies Mercurii dans ce cas Vnislav se doit se référer à un dieu slavon du commerce ou du profit. Une autre hypothèse avance que les noms sont une interprétation erronée d'un ancien texte 
cohérent mais partiel en vieux slavon.